# Lee Hwa-Jun
Lee Hwa-Jun (16 de febrero de 1996) es un deportista surcoreano que compite en taekwondo. Ganó una medalla de plata en los Juegos Asiáticos de 2018 en la categoría de –80 kg.

## Palmarés internacional
| Juegos Asiáticos | Juegos Asiáticos    | Juegos Asiáticos | Juegos Asiáticos |
| Año              | Lugar               | Medalla          | Categoría        |
| ---------------- | ------------------- | ---------------- | ---------------- |
| 2018             | Yakarta (Indonesia) | Medalla de plata | –80 kg           |